# Émile-Georges Drigny

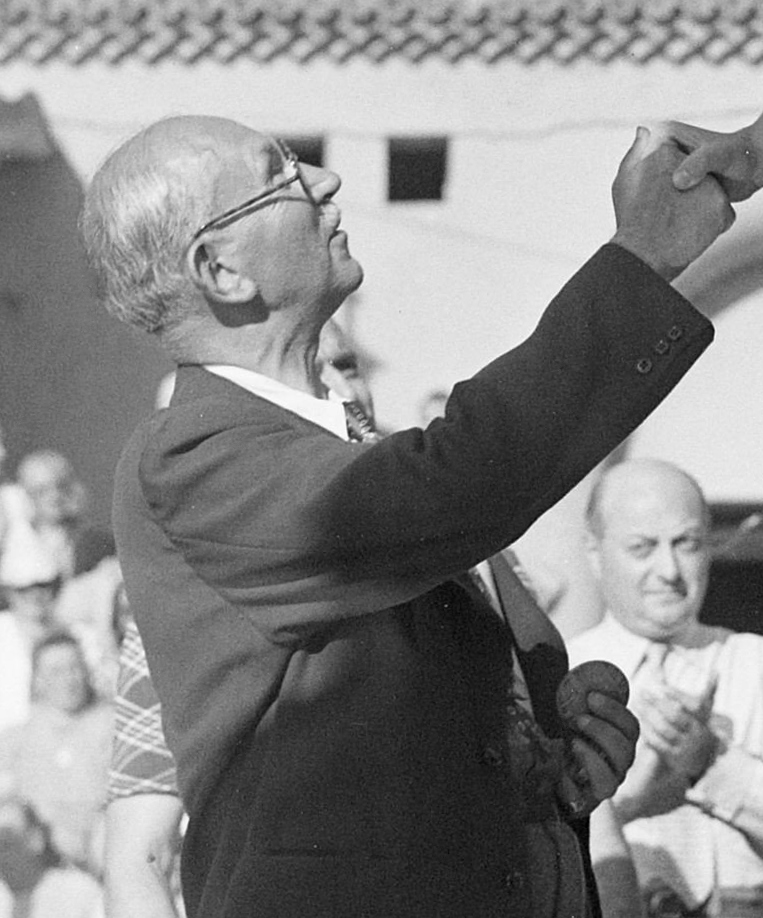
Émile-Georges Drigny, 1947.

Émile-Georges Drigny (* 3. Juli 1883 in Melun; † 1957) war ein französischer Wasserballspieler, Sportfunktionär und Journalist.
Drigny nahm 1920 als Mitglied der französischen Nationalmannschaft an den Olympischen Sommerspielen 1920 in Antwerpen teil. Von 1928 bis 1932 war er Präsident des Weltschwimmverbandes FINA. Im Jahr 1984 wurde er in die Ruhmeshalle des internationalen Schwimmsports aufgenommen. In Erinnerung an Drigny wurde in Paris im 10. Arrondissement eine Schwimmhalle nach ihm benannt.